# Morongia aculeata
Morongia aculeata là một loài thực vật có hoa trong họ Đậu. Loài này được (Willd.) A. Heller mô tả khoa học đầu tiên năm 1898.